# Lorenzo Lippi

Lorenzo Lippi, Selbstporträt

Lorenzo Lippi (* 3. Mai 1606 in Florenz, Großherzogtum Toskana; † 15. April 1665 ebenda) war ein italienischer Maler und auch Dichter der Barockzeit.

## Leben
Lippi gehörte zu den Schülern des Malers Matteo Rosseli, wurde aber auch von Santi di Tito beeinflusst, an dessen Stil der natürlichen Figurendarstellung er sich deutlich orientierte. Mit 40 Jahren ehelichte er Elisabetta, Tochter des wohlhabenden Skulpteurs Gianfrancesco Susini. Außer einem Aufenthalt als Hofmaler in Innsbruck (1647–1649), wohin er von Claudia de Medici gerufen wurde, verbrachte er sein Leben in Florenz. In seiner Innsbrucker Zeit verfasste er eine Parodie Il Malmantile racquistato unter dem Pseudonym Perlone Zipoli. Die Nachwelt schätzt besonders sein kleines dichterisches Œuvre.

## Werke
- Jakob am Brunnen, Leinwand 232 × 342 cm, Galeria Pitti, Florenz
- Triumph Davids, Leinwand 232 × 342 cm, Galeria Pitti, Florenz
- Kreuzigung Christi, 1647, Leinwand 362 × 191 cm, Museo di S. Marco, Venedig
- Lot und seine Töchter, Leinwand 127 × 164 cm, Collezione Ferroni Verona
- Allegorie der Musik, Leinwand 86 × 72 cm, Rom
- Christus und die Samariterin, 1644, Leinwand 186 × 176 cm, Kunsthistorisches Museum Wien
- Die göttliche Dreieinigkeit, 1665, Altarbild der Abtei Vallombrosa

## Bilder

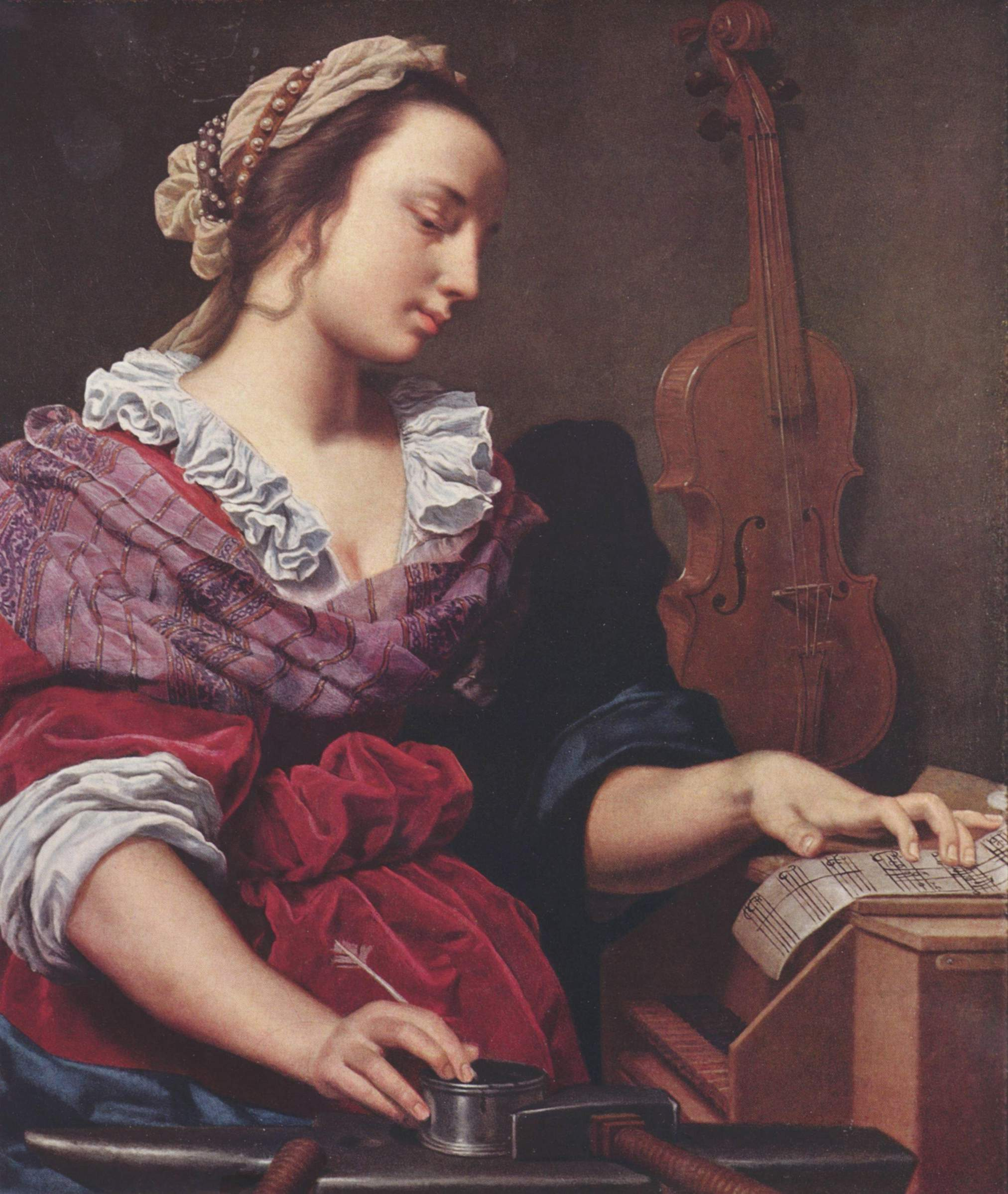
Allegorie der Musik
Loth und seine Töchter
Madonna mit Jesuskind und hl. Johannes
Die göttliche Dreieinigkeit
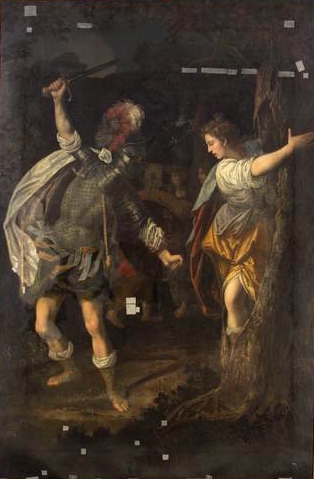
Rinaldo im verzauberten Wald (Werkstatt von Lorenzo Lippi)